# Hit wszech czasów
Hit wszech czasów – trzydziesty czwarty album zespołu Boys, który miał ukazać się 4 grudnia, a został wydany 15 grudnia 2014 roku w firmie fonograficznej Green Star. Płyta zawiera 14 utworów w tym jeden remiks. Do utworów „Przypomnij mi”, „Taka miłość”, „Przemyśl swój wybór malutka” oraz „Dziewczyna z dzikiej plaży” zostały nagrane teledyski.

## Lista utworów
1. "Poluj na mnie"
2. "Przypomnij mi"
3. "Jesteś moją muzą"
4. "Przemyśl swój wybór malutka"
5. "Dziewczyna z dzikiej plaży"
6. "Ranczo Łoje"
7. "Jedna Łza"
8. "Zakręciłem Ciebie"
9. "Chcę Cię mieć chcę Cię zjeść"
10. "Białe łabędzie"
11. "Taka miłość" (kwartet Boys, Shazza, Masters, Weekend)
12. "Niebo za rogiem" (duet Boys & Classic)
13. "Biały miś"
14. "Ranczo Łoje" (After Party RMX 2014)